# Aplosonyx scutellatus
Aplosonyx scutellatus es un coleóptero de la familia Chrysomelidae. Fue descrita científicamente por primera vez en 1879 por Baly.